# El Aouinet
El Aouinet (în arabă العوينات) este o comună din provincia Tébessa, Algeria.
Populația comunei este de 21.682 de locuitori (2008).